# Pårrek
Pårrek är en sjö i Jokkmokks kommun i Lappland och ingår i Piteälvens huvudavrinningsområde. Sjön har en area på 0,0383 kvadratkilometer och ligger 580,5 meter över havet. Pårrek ligger i Udtja Natura 2000-område.

## Delavrinningsområde
Pårrek ingår i det delavrinningsområde (735502-165794) som SMHI kallar för Ovan Pieteskaitejåkåtj. Medelhöjden är 571 meter över havet och ytan är 34,67 kvadratkilometer. Det finns inga avrinningsområden uppströms utan avrinningsområdet är högsta punkten. Telebäcken (Kuorsjojåkkå) som avvattnar avrinningsområdet har biflödesordning 4, vilket innebär att vattnet flödar genom totalt 4 vattendrag innan det når havet efter 162 kilometer. Avrinningsområdet består mestadels av skog (58 procent) och sankmarker (41 procent). Avrinningsområdet har 0,22 kvadratkilometer vattenytor vilket ger det en sjöprocent på 0,6 procent.